# 北楯利長
北楯 利長（きただて としなが）は、戦国時代から江戸時代前期にかけての武将。最上氏の家臣。出羽国田川郡狩川城主。庄内平野を潤す北楯大堰を建設した。

## 略歴
山形城主・最上義光の家臣。慶長6年（1601年）、義光が上杉景勝を破って庄内3郡を奪還すると、田川郡狩川城主として3,000石を与えられた。
しかし、利長の所領である狩川・清川・立谷沢などの地域は水捌けが悪く、灌漑による整備が急務であった。そのため利長は、慶長16年（1611年）、義光に立谷沢川の水を田川郡北辺の平野部に引く疏水の建設を願い出た。難工事が予想されたため反対意見も多かったが、新関久正らの強い勧めもあって、翌慶長17年（1612年）3月、義光は利長に着工を命じ、工事に関する指揮権を与えた。このとき庄内一円から集められた人夫は7,400名に及んだ。同年7月、総延長30km余りに及ぶ堰が完成すると、義光は「庄内末世の重宝を致し置き候」とその功績を絶賛し、利長に300石を加増した上で、今後この疏水を利用して開拓される新田が何万石に達しようと、全て利長の知行として取らせるという証書を下した。堰が完成した結果、新たに4,200町歩が開かれて88の部落が興り、石高は当初の10倍の30,000石となった。この堰は利長の名を取って北楯大堰と呼ばれることになる。
元和8年（1622年）、最上氏が改易されると利長も所領を失うが、子・助次郎（正久）が、庄内に入封した新領主・酒井忠勝に召し抱えられ、姓を北楯に改めて300石給与、隠居利長には100石を給された。
寛永2年（1625年）10月20日、死去。享年78。 
安永7年（1778年）には、水神社が建立され利長は北楯水神として祀られ、大正4年（1915年）に従五位が追贈された。大正8年（1919年）に神社は狩川城趾に設けられた楯山公園に移され、北舘神社となる。同公園には利長の像が建つ。